# قورباغه کهکشانی
قورباغه کهکشانی (انگلیسی: Melanobatrachus) گونه‌ای از قورباغه‌های دهان‌باریک و تنها گونه باقیمانده به عنوان آرایه تک‌نماد زیرتیره غوکان کهکشانی است. البته گونه‌های منفردی همچون قورباغهٔ ریز هیلاد سیاه هندی و قورباغهٔ دهان‌باریک سیاه مالابار نیز منتسب به همین زیرتیره شناخته می‌شوند. قورباغه کهکشانی بوم‌زاد جنگل‌های همیشه سبز مرطوب گهات غربی در کرالا و تامیل نادو است. مواردی از ثبت گزارش رویت آن در انایمالای، پالانی هیلز، مونار، پارک ملی پریار و ذخیره‌گاه ببر کالاکاد موندانتورای هم به ثبت رسیده است.
قورباغه کهکشانی، گونه‌ای نادر است که تنها در سال ۱۹۹۷، دوباره کشف شد و فرضیهٔ پیشین مبنی بر انقراض آنها را از میان برداشت. این قورباغه در میان بسترهای برگ، سنگ‌ها و دیگر پوشش‌های زمینی جنگل‌های استوایی همیشه سبز و مرطوب زندگی می‌کند. و امروزه یک گونه لبه‌ای متمایز و در معرض خطر طبقه‌بندی گردیده و اتحادیه بین‌المللی حفاظت از طبیعت این گونه را به عنوان آسیب‌پذیر طبقه‌بندی کرده است.

## نگارخانه

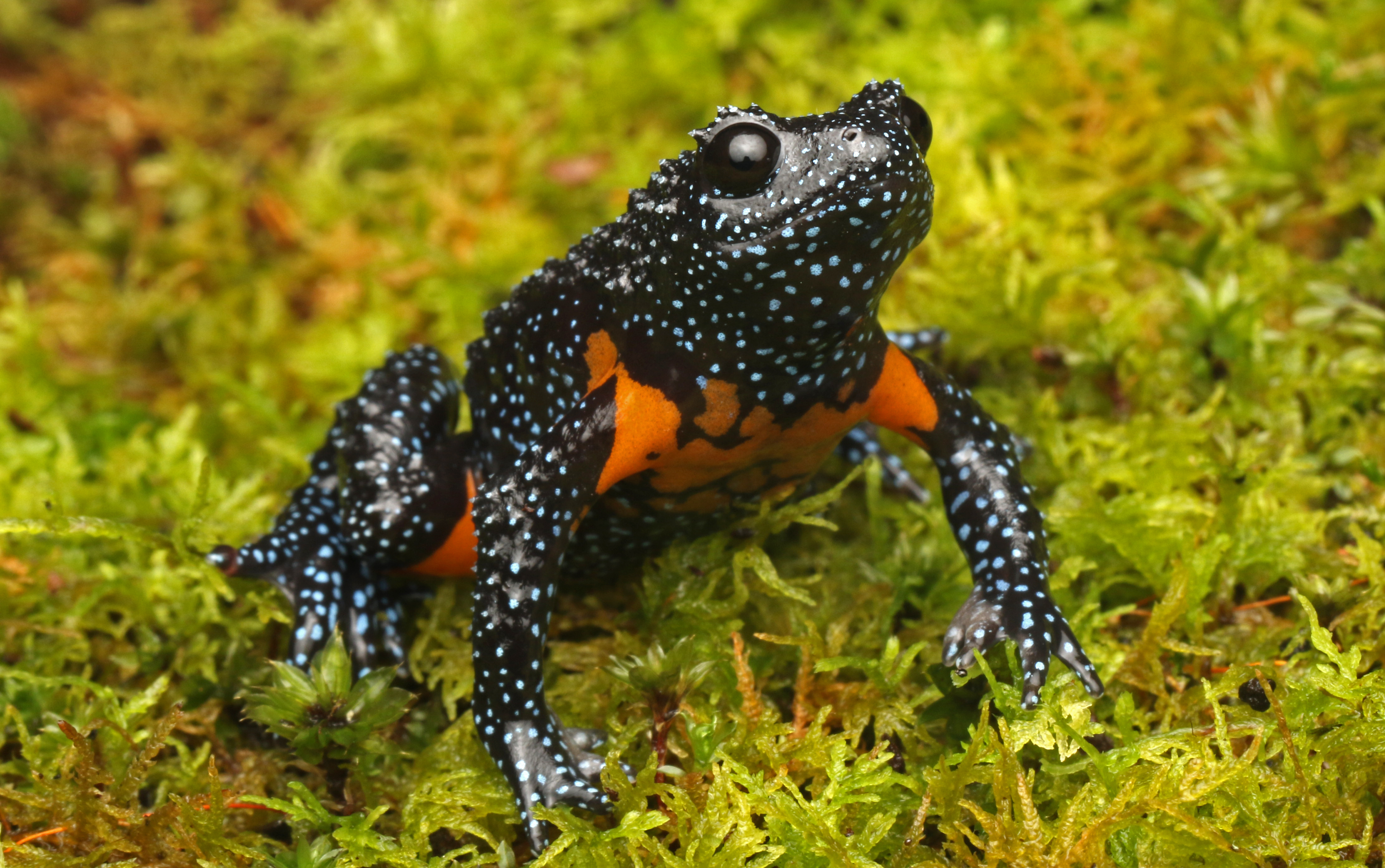